# Parafia św. Bartłomieja Apostoła w Lginiu
Parafia św. Bartłomieja Apostoła w Lginiu – parafia rzymskokatolicka, terytorialnie i administracyjnie należąca do diecezji zielonogórsko-gorzowskiej, do dekanatu Wschowa, erygowana w 1476. W parafii posługują księża diecezjalni. 